# Väinameri

Väinameri in Estland

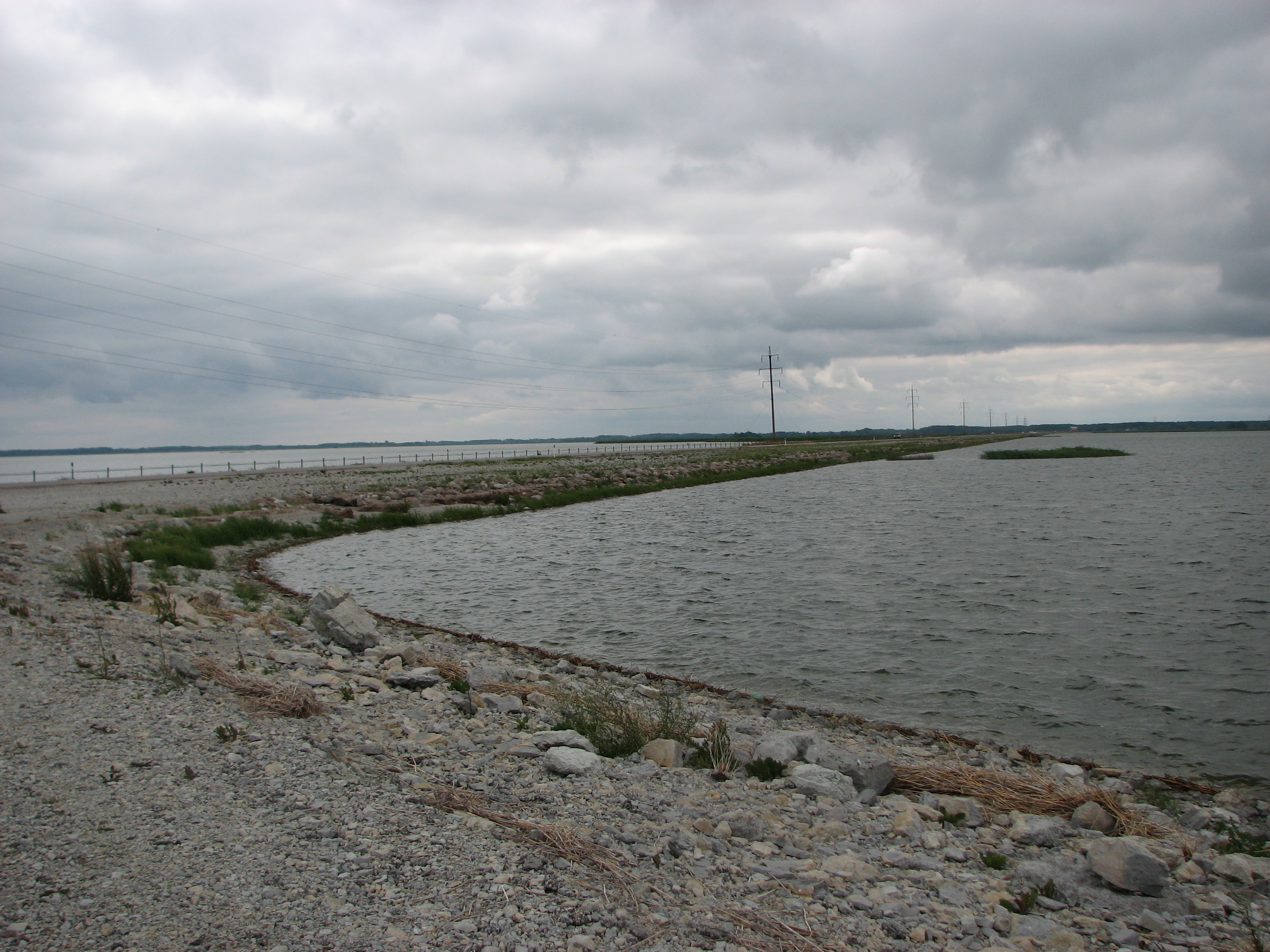
Damm zwischen den estnischen Inseln Muhu und Saaremaa

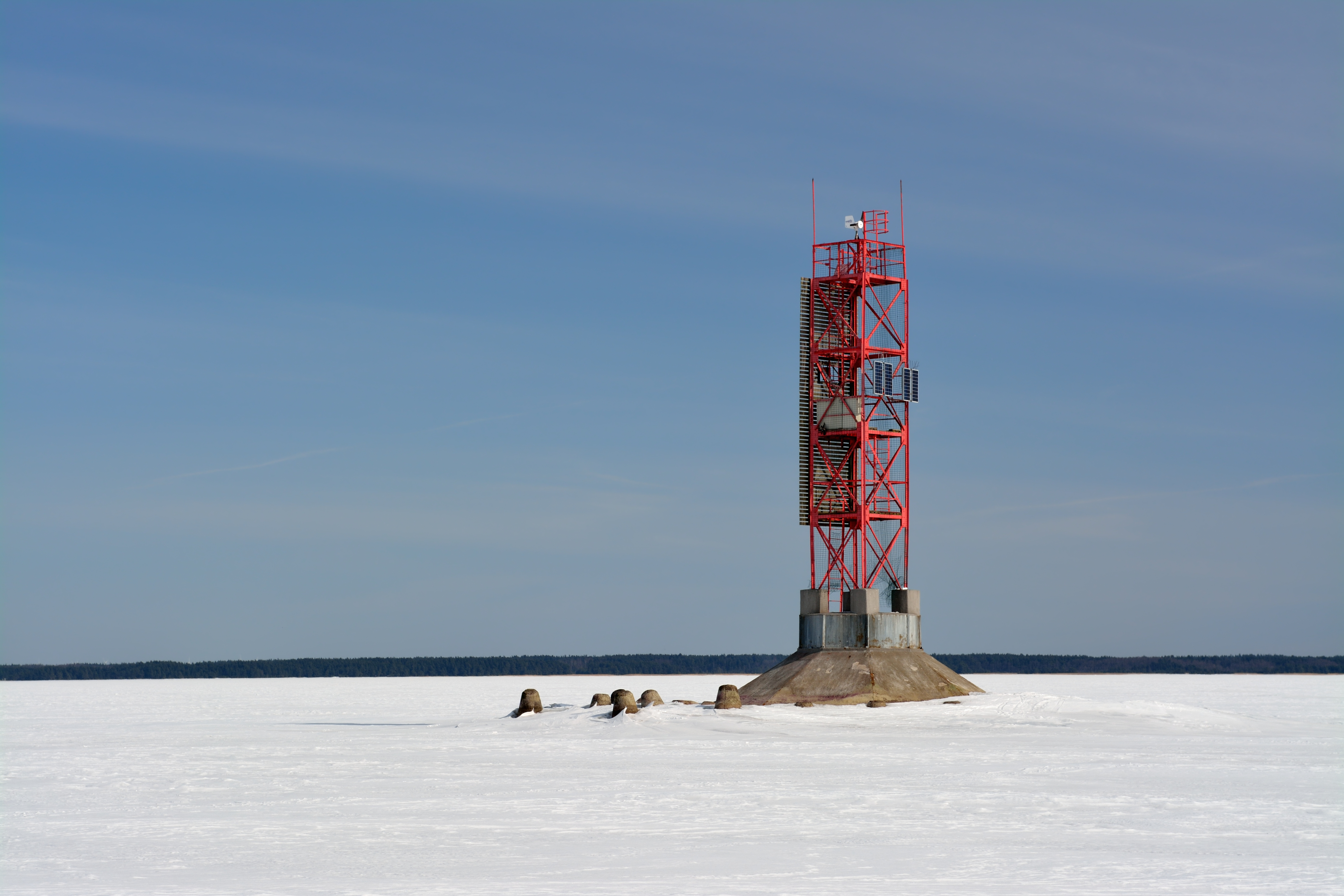
Leuchtfeuer von Uppholm

Als Väinameri (deutsch: Moonsund, schwedisch: Moonsundet) bezeichnet man den Archipel zwischen den westestnischen Ostsee-Inseln Saaremaa, Hiiumaa, Muhu und Vormsi und dem estnischen Festland.

## Etymologie
Der Name dieses Meeresgebiets hat sich erst im 20. Jahrhundert eingebürgert. Väinameri bedeutet wörtlich „Meeresengen-See“: väin ist der estnischsprachige Begriff für ‚Meerenge‘; meri bedeutet ‚Meer‘. Englisch findet sich die Übertragung aus dem Estnischen, Sound Sea. Der deutsche Name Moonsund bezieht sich auf die Insel Moon (Mohn, estnisch Muhu) im Südteil des Meeresgebietes, mit dem Wort Sund für ‚Meerenge‘.

## Beschreibung
Das Väinameri umfasst eine Gesamtfläche von etwa 2200 km². Es ist sehr inselreich und die See an den meisten Stellen relativ seicht. Die durchschnittliche Tiefe beträgt nur fünf Meter, nur zwischen Muhu und Kesselaid bis zu 24 Meter.
Hydrologisch unterscheidet sich das Väinameri stark von der offenen Ostsee, besonders durch seinen niedrigen Wellengang, die größere Jahresschwankung der Wassertemperatur, den geringeren Salzgehalt sowie die dickere und beständigere Eisdecke in den Wintermonaten. Auch Großtromben sind keine Seltenheit.

## Meerengen
Das Väinameri wird charakterisiert durch die Meerengen
- Voosi kurk (Wose-Sund) zwischen dem Festland (Halbinsel Noarootsi) und Vormsi
- Hari kurk (Harri-Sund) zwischen Vormsi und Hiiumaa
- Soela väin (Sele-Sund) zwischen Hiiumaa und Saaremaa
- Väike väin zwischen Saaremaa und Muhu
- Suur väin zwischen Muhu und dem Festland

## Verkehrswege
Im östlichen Teil des Väinameri verlief im Mittelalter durch den Hari kurk (Harri-Sund) die gefährliche Schifffahrtsroute zwischen dem Finnischen Meerbusen und dem Rigaischen Meerbusen. Die Insel an seiner Einfahrt erhielt damals den bezeichnenden Namen Paternoster (heute estnisch Viirelaid). Während des Ersten Weltkriegs wurden die Schifffahrtsrinnen im Väinameri vertieft, insbesondere zum Hafen Rohuküla.
Muhu und Saaremaa verbindet heute ein 3,6 km langer Damm (Väinatamm), der auch mit Autos befahrbar ist. Er wurde am 27. Juli 1896 nach zwei Jahren Bauzeit eingeweiht. Über eine dauerhafte Verbindung von der Insel Muhu zum Festland und über den Suur väin wird derzeit in Estland heftig debattiert.

## Flora und Fauna
Das Väinameri ist als Brutstätte zahlreicher Vogelarten und Naturschutzgebiet (Nationalpark Matsalu und Inselschutzgebiet Hiiumaa) bekannt. Wichtigste Fischarten sind Strömling, Barsch und Hecht.